# Матос, Майра
Майра Матос Перес (исп. Mayra Matos Pérez; 28 августа 1988, Сан-Хуан, Пуэрто-Рико) — участница конкурсов красоты. Актриса писательница модель и участница конкурсов красоты. Завоевала титулы Miss Teen International 2006 и Мисс Вселенная Пуэрто-Рико 2009.

## Мисс Вселенная Пуэрто-Рико 2009
Матос представляла Cabo Rojo на конкурсе Мисс Вселенная Пуэрто-Рико 2009 pageant где её короновала предыдущая победительница Ингрид Ривера вместе с Мисс США 2008 Кристл Стюарт и Мисс Доминиканская Республика Марианна Круз. Она также получила награду «Самое красивой лицо» (исп. Mejor rostro).

## Мисс Вселенная

### Соревнования
Матос вышла на подиум в боксёрском костюме на конкурсе национальных костюмов; её костюм состоял из халата с капюшоном, перчаток и чемпионского пояса с гербом Пуэрто-Рико. Многие знают традиции бокса на острове, где родились многие из чемпионов мира.

### Финальное шоу
Маос представляла Пуэрто-Рико на конкурсе Мисс Вселенная 2009 в Нассау, Багамы. Она была названа первой полуфиналисткой. Она вошла в Top 10 и став одной из Top 5 финалисток, вместе с Ада де ла Крус из Доминиканской Республики, Рейчел Финч из Австралии, Стефанией Фернандес из Венесуэлы и Маригоны Драгуши из Косово. Она финишировала 4-й вице-мисс. Победила Стефания Фернандес из Венесуэлы.

### Также
После того, как Майра завершила конкурс, юмористы предлагали оспорить результаты, уверяя, что Майра настоящая Мисс Вселенная. В нескольких интервью она не соглашалась оспаривать корону Стефании Фернандес.

## После конкурса
Майра вернулась в мир моды начав свою «Secret» campaign.
В 2013 Матос появилась в комедийном фильме «200 Cartas», фильм повествовал о комической книге артиста который приехал в Пуэрто-Рико найти женщину с которой познакомился в баре в Нью-Йорке. У Матос была роль Марии Санчес, любимой Рауля которого играл актёр и композитор Лина-Мануэль Миранда. В фильме также появился мексиканский актёр Хайме Камил, Пуэрто-Риканский актёр и комик Луис Рауль, и Мисс Вселенная 1993 Дайанара Торрез.